# Počúvadlo
Počúvadlo és un poble i municipi d'Eslovàquia que es troba a la regió de Banská Bystrica.

## Història
La primera menció escrita de la vila es remunta al 1333.

## Demografia
| Godina             | 1994 | 2004    | 2014    | 2024    |
| ------------------ | ---- | ------- | ------- | ------- |
| Nombre de persones | 147  | 123     | 95      | 85      |
| Diferència         |      | −16,32% | −22,76% | −10,52% |

| Godina             | 2023 | 2024   |
| ------------------ | ---- | ------ |
| Nombre de persones | 84   | 85     |
| Diferència         |      | +1,19% |